# هانگ چانگ لین

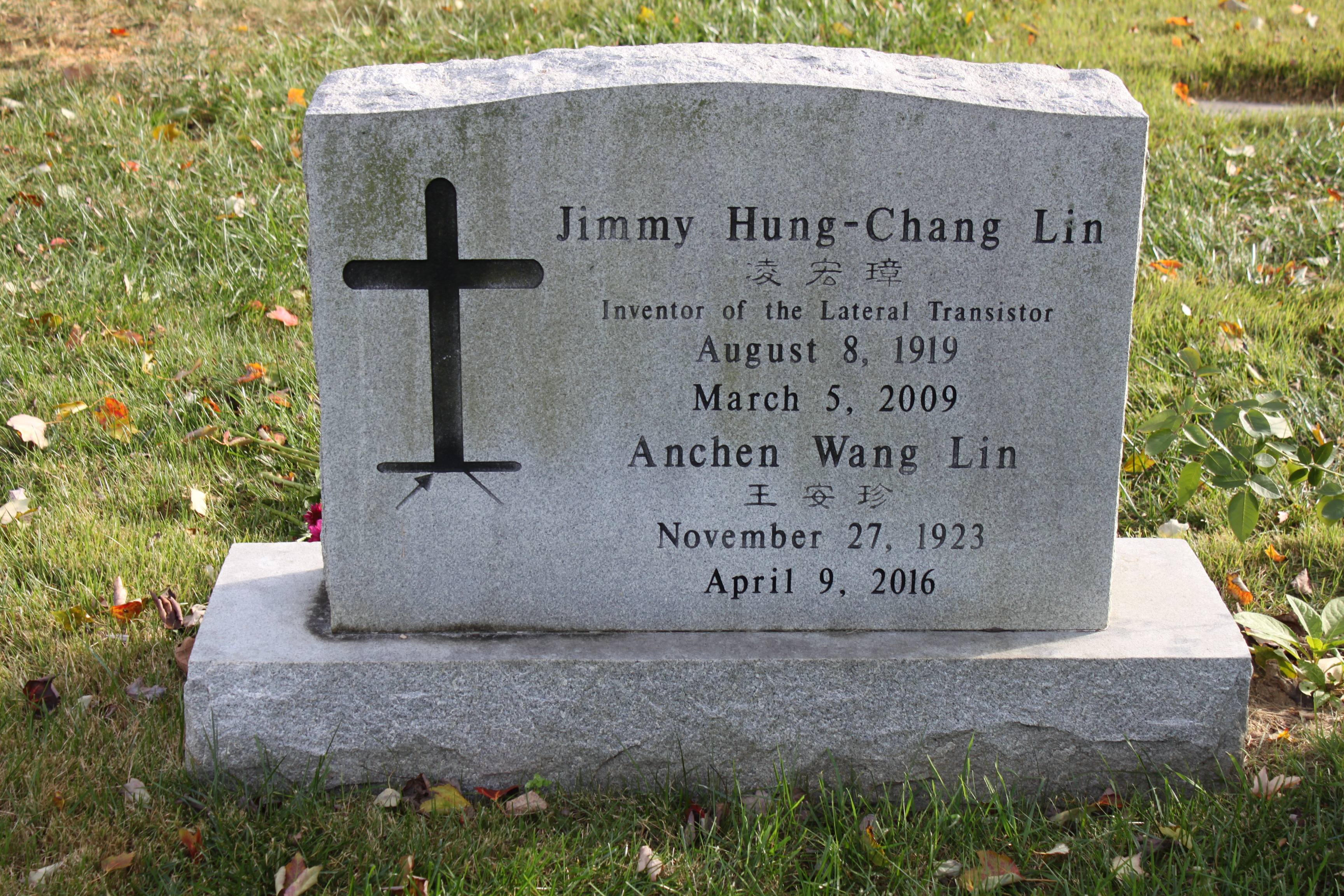
نگاره‌ای از سنگ‌مزار هانگ چانگ لین - ۲۰۲۱

هانگ چانگ لین (جیمی لین) (به انگلیسی: Hung-Chang Lin) (به چینی: 凌宏璋؛ ۸ اوت ۱۹۱۹ – ۵ مارس ۲۰۰۹) مخترع چینی- آمریکایی و استاد مهندسی برق در دانشگاه مریلند بود.

## زندگی‌نامه
در سال ۱۹۴۱ لیسانس مهندسی برق را از دانشگاه جیائو تونگ شانگهای چین دریافت کرد. در سال ۱۹۴۸ مدرک کارشناسی ارشد را از دانشگاه میشیگان دریافت کرد. در سال ۱۹۵۶ دکترای مهندسی برق را از انستیتوی پلی‌تکنیک بروکلین دریافت کرد. در سال ۱۹۷۸ به او جوایز جی‌جی ابرز از IEEE اهدا شد. در سال ۲۰۰۰ او را به عنوان عضوِ تمام‌وقتِ از دانشگاه سینیکا انتخاب شد.

## اختراعات
هانگ سی. لین ۶۱ اختراع ثبت شده در ایالات متحده را در اختیار داشت. از جمله اختراعات وی مدار تقویت‌کننده شبه مکمل (ترانزیستور) است، که در بسیاری از تقویت‌کننده‌های صوتی تجاری مورد استفاده قرار گرفته‌است. یکی دیگر از اختراعات وی ترانزیستور افقی است که در مدارهای یکپارچه خطی و مدارهای مجتمع دیجیتال تی۲ال استفاده می‌شود. او همچنین میکروفون بی‌سیم را اختراع کرد.

## مقالات
وی تاکنون بیش از ۱۷۰ مقاله حرفه‌ای را بیشتر در زمینه ترانزیستور و مدارهای مجتمع منتشر کرده‌است.